# Katharina Naschenweng
Katharina Naschenweng (født 16. december 1997) er en kvindelig østrigsk fodboldspiller, der spiller forsvar for tyske i Bayern München i 1. Frauen-Bundesliga og Østrigs kvindefodboldlandshold. 
Naschenweng var med til nå semifinalen ved EM i fodbold 2017 i Holland, sammen med resten af det østrigske landshold. Hun blev også udtaget til landstræner Irene Fuhrmanns officielle trup mod EM i fodbold for kvinder 2022 i England. Hun fik sin officielle debut på A-landsholdet i en EM-kvalfikationskamp den 6. juni 2016 mod Israel.